# Morlanda församling
Morlanda församling är en församling i Uddevalla och Stenungsunds kontrakt i Göteborgs stift. Församlingen ligger i Orusts kommun i Västra Götalands län och ingår i Orusts pastorat.

## Administrativ historik
Församlingen har medeltida ursprung. Ur församlingen utbröts: 1587 Mollösunds församling, på 1600-talet Fiskebäckskils församling, 1795 Käringöns församling, 1798 Grundsunds församling och Gullholmens församling samt 1 maj 1888 Skaftö församling.
Församlingen var till 1631 annexförsamling i pastoratet Tegneby, Röra, Stala och Morlanda. Från 1631 till 1 maj 1888 moderförsamling i pastoratet Morlanda, Mollösund och Fiskebäckskil som successivt utökades med de församlingar som bröts ut enligt ovan. Från 1 maj 1888 till 2006 moderförsamling i pastoratet Morlanda, Mollösund, Gullholmen och Käringön som till 1 maj 1924 även omfattade Skaftö församling. Församlingen införlivade 2006 Mollösunds, Gullholmens och Käringöns församlingar och utgjorde sedan till 2010 ett eget pastorat. Församlingen ingår sedan 2010 i Orusts pastorat.

## Kyrkoherdelängd - Series pastorum
Den här listan förtecknar kyrkoherdar i Morlanda från 1631 till Morlanda pastorats uppgång i Orusts pastorat 2010. Listan är hämtad från en tavla i vapenhuset i Morlanda kyrka och kompletterad med uppgifter från Matrikel för Svenska kyrkan.
- 1631-1650 Björn Jönsson
- 1651-1667 Nils Holgersson Anctander
- 1668-1680 Lars Dahl
- 1680-1706 Paul Nöring
- 1706-1710 Poul Claesson Brun
- 1710-1737 Peter Jacob Bundi
- 1734-1735 Hans Henrik Nöring
- 1736-1761 Lars Bengtsson Lachonius
- 1762-1781 Lars Gabrielsson Ström
- 1782-1801 Lars Anders Ljungvall
- 1802-1848 Eric Magnus Beckeman
- 1849-1883 Carl August Heüman
- 1888-1921 Carl Teodor Ljunggren
- 1923-1953 John Axel Rehnberg
- 1953-1968 Eric Tange
- 1968-1980 Oswald Oscarsson
- 1980-1990 Lennart Gustafsson
- 1990-1995 Ulf Dittmer
- 1996–2006 Maths Håland
- 2006-2010 Ingemar Ekström

## Kyrkobyggnader
- Morlanda kyrka
- Flatö kyrka[8] (även kallad Flatöns kapell)
- Hälleviksstrands kyrka
- Gullholmens kyrka
- Käringöns kyrka
- Mollösunds kyrka

### Fotnoter
1. ↑  Nationell Arkivdatabas Referenskod: SE/142110000, läst: 23 juli 2018.[källa från Wikidata]
2. ↑  Stift, kontrakt och pastorat i nummerordning med ingående församlingar 2020-01-01, SCB, läs online.[källa från Wikidata]
3. 1 2  Medlemmar i Svenska kyrkan i förhållande till folkmängd den 31.12.2019 per församling, kommun och län samt riket, Svenska kyrkan, läs online.[källa från Wikidata]
4. ↑  ”Förteckning (Sveriges församlingar genom tiderna)”. Skatteverket. 1989. http://www.skatteverket.se/privat/folkbokforing/omfolkbokforing/folkbokforingigaridag/sverigesforsamlingargenomtiderna/forteckning.4.18e1b10334ebe8bc80003999.html. Läst 17 december 2013.
5. ↑  ”Församlingar”. Statistiska centralbyrån. https://www.scb.se/hitta-statistik/regional-statistik-och-kartor/regionala-indelningar/forsamlingar/. Läst 30 december 2022.
6. ↑  ändringar i pastorat 2010 SCB
7. ↑   Matrikel för Svenska kyrkan. Stockholm: Verbum. 1983-. Libris 8260487
8. ↑  ”Flatö kyrka”. Svenska kyrkan på Orust. https://www.svenskakyrkan.se/orust/flato-kyrka. Läst 28 augusti 2016.